# Gignac-la-Nerthe
Gignac-la-Nerthe (okzitanisch Ginhac) ist eine französische Gemeinde mit 10.030 Einwohnern (Stand 1. Januar 2022) im Département Bouches-du-Rhône in der Region Provence-Alpes-Côte d’Azur.

## Geografie
Die Gemeinde liegt 30 Kilometer südwestlich von Aix-en-Provence und 29 Kilometer nordwestlich von Marseille. Die Gemeinde ist ein Nachbarort von Marignane, das sieben Kilometer entfernt liegt.

## Geschichte
Nach der Französischen Revolution wurde das Dorf eine eigenständige Gemeinde. Es begann erst zu Beginn des 20. Jahrhunderts stark zu wachsen, als sich hier spanische und italienische Bauarbeiter niederließen, die am Tunnel du Rove arbeiteten, dessen Bauarbeiten sich von 1910 bis 1927 hinzogen. Nach dem Algerienkrieg kamen in den 1960er Jahren zahlreiche Pied-noirs hinzu, die Französisch-Nordafrika hatten verlassen müssen. Mit dem Einbezug der Gemeinde in den Großraum von Marseille stieg die Bevölkerungszahl auf heute rund 10.000 Einwohner.

## Sehenswürdigkeiten
- Pfarrkirche Saint-Michel

## Wirtschaft und Infrastruktur
Die A55 führt durch das Gemeindegebiet. In der Nähe befindet sich die Auffahrt Le Rove.

## Bevölkerungsentwicklung
| Jahr      | 1962 | 1968 | 1975 | 1982 | 1990 | 1999 | 2008 | 2016 |
| Einwohner | 1963 | 2666 | 3568 | 4631 | 8772 | 9189 | 9186 | 9045 |